# 车谷水库
车谷水库是中国河北省邯郸市武安市境内的一座水库，位于子牙河系南茗河上，建于1973年。水库正常库容为1300万立方米，集雨面积为124平方千米，海拔为696.8米。
口上水庫建于1966至1969年，最大水面2500畝，庫容量3200萬立方米。